# 萡子寮漁港

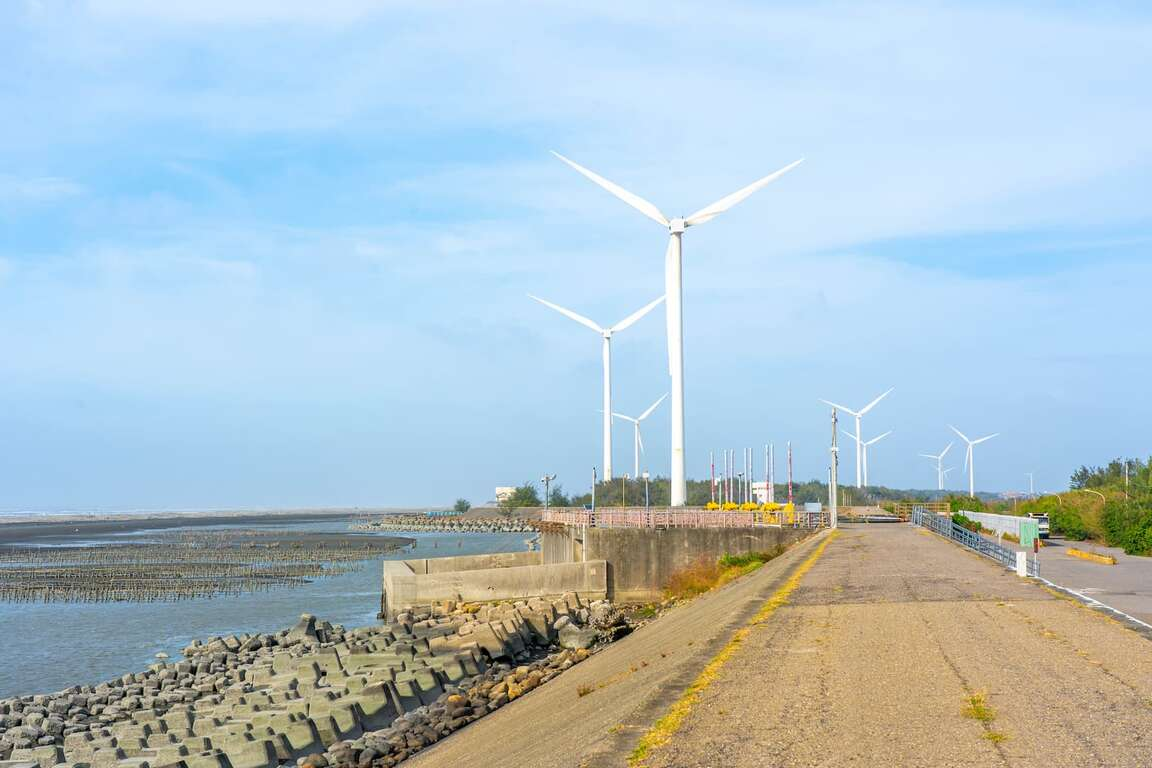
漁港沿途的風力發電機與自行車專用道

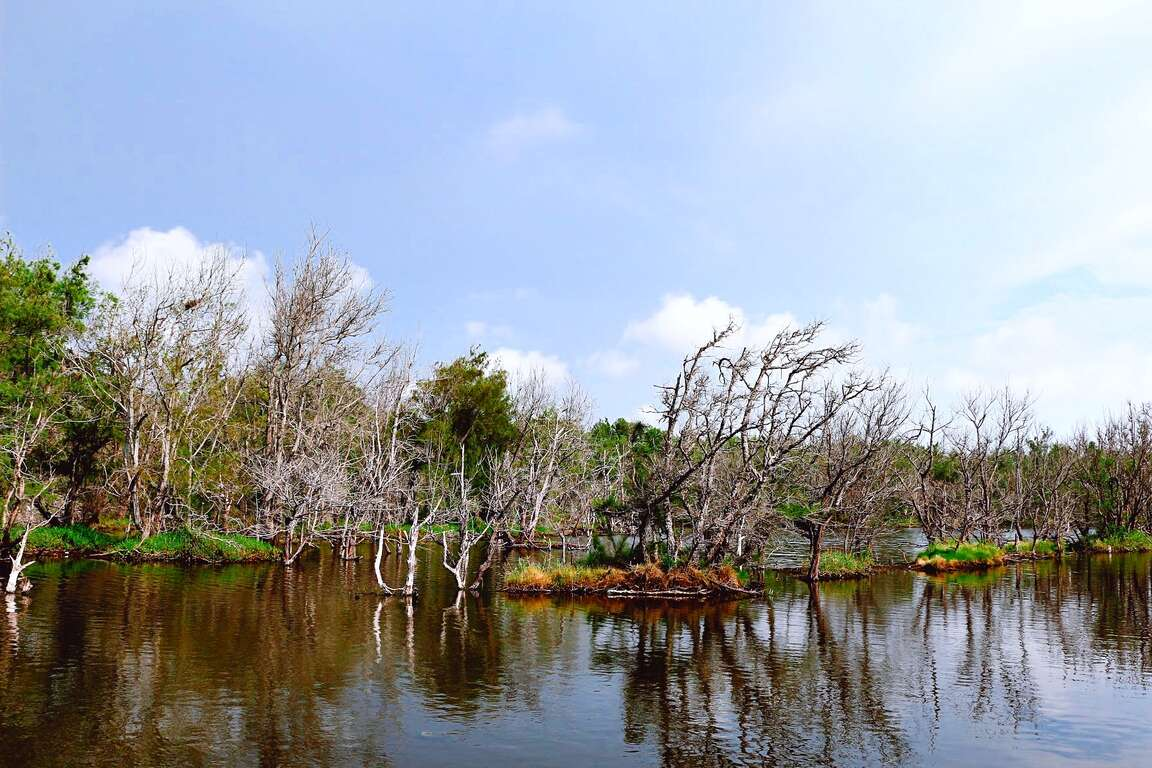
萡子寮漁港旁的濕地生態

萡子寮漁港（或作箔子寮漁港），位於雲林縣四湖鄉萡子村與口湖鄉下崙村交界處，為雲林縣內最具規模之第二類漁港。從事淺海牡犡養殖、刺網、巾著網、單船拖網等漁業；漁獲物以烏魚、皮刀魚、白帶魚、肉魚及沿岸底棲性魚類為大宗，港區附近有許多虱目魚魚塭與養鰻魚、蝦類之水塘，多在該港魚市場拍賣。冬季則烏魚汛期以巾著網漁船寄港居多。其中該港與嘉義縣東石漁港、布袋漁港船隻作業以蝦曳網著稱，漁期全年都有，主要以農曆3至10月為主。漁場北自麥寮外10浬，南至外傘頂洲西南海域，水深約30米以內的淺海區為主。此一漁場海域大多為淺海棚的泥沙地，適合蝦蟹的繁殖生長。
該處海岸沿岸受漂砂影響致使船舶不易進出，惟海岸外2公里處有外傘頂洲為屏障，不受外海波浪直接衝擊，曾是雲林縣唯一不積沙的港灣。由於沿海漁獲量每年漸減，漁民均將原有小型漁船汰舊換新，朝大型化發展，以盼能擴大漁撈作業範圍以增加漁獲量；縣府亦有轉型為水產加工園區之都市規劃。
又因該港為台灣本島西岸距澎湖最近之地點，於民國75年曾經營有往來澎湖縣之客輪，後因颱風災損、航道淤積停運。

## 沿革
- 1971年10月：興建試驗堤190公尺[3]。
- 1973年：經完工觀察初步判斷漂砂影響不至嚴重，正式逐步分期施工。
- 1976年10月：開港啟用[1]。
- 1980年6月：萡子寮漁港建港完竣，完成防波堤682公尺、-2.0m淺水碼頭1,074公尺，-3.0m深水碼頭 217公尺、泊地4.7公頃、曳船道二處，以及魚市場、檢查哨等設施。
- 1980年11月：雲林區漁會遷至位於萡子寮的漁業大樓辦公。
- 1985年至1986年：為解決港口與航道受沿岸漂砂影響，陸續延長防波堤240公尺及局部疏浚。
- 1995年：完成第二期擴建方案，延伸防波堤至水深-4.0m，向南新闢泊地6.5公頃，填築新生地7.7公頃[3]。
- 1996年4月8日：漁會大樓遭大火燒毀。
- 1992年9月：萡子寮漁港新漁業大樓落成。
- 2006年5月：萡子寮漁港魚貨直銷中心落成招商。
- 2023年8月：受年度大潮與颱風卡努影響，漁港遭海水倒灌淹沒[9]。
- 2024年7月：因颱風凱米恰逢大潮，漁港馬路遭海水倒灌[10]。

## 設施與週邊景點
萡子寮漁港沿岸為海堤與連綿之溼地生態景觀，向外則有木麻黃、相思樹及雜樹林構成之林地。沿著漁港，可由北側的產業道路通往三條崙海水浴場，或騎乘單車欣賞蚵田景致。
- 雲林區漁會
- 中央氣象署萡子寮潮位站
- 台灣中油箔子寮漁船站
- 萡子寮濱海遊憩區
- 社團法人雲林縣養殖漁業發展協會
- 下萡仔寮海天宮

## 外部連結
- 雲林區漁會 （页面存档备份，存于）
- 慢遊雲林：萡子寮漁港